# Samer Hassan
Samer Hassan   (Madrid, 1982) és un científic informàtic, activista i investigador, centrat en L'economia col·laborativa, les comunitats en línia, y l'ús de tecnologies descentralitzades. És professor titular de la Universitat Complutense de Madrid (Espanya) i professor vinculat a el Berkman Klein Center for Internet & Society de la Universitat de Harvard. Ha rebut una beca ERC de 1,5 M € amb el projecte P2P Models, per investigar organitzacions autònomes descentralitzades basades en blockchain per a l'economia col·laborativa.

## Biografia
Samer Hassan és un acadèmic amb una formació interdisciplinària que combina les ciències de la computació amb les ciències socials i l'activisme. És Llicenciat en Ciències de la Computació i Màster en Intel·ligència Artificial per la Universitat Complutense de Madrid (UCM) a Espanya. També va cursar 3 anys de Ciències Polítiques a la Universitat d'Educació a Distància UNED. Posteriorment ha realitzat un doctorat en Simulació Social en el departament d'Enginyeria de Software i Intel·ligència Artificial de la UCM, sota la direcció de Juan Pavón i Millán Arroyo-Menéndez. Ha estat investigant en diverses institucions, finançat per diverses beques i premis, entre els quals destaca el Reial Col·legi Complutense de Harvard, i les beques postdoctorals espanyoles Juan de la Cierva i José Castillejo. Així, va ser investigador visitant en el Centre d'Investigació en Simulació Social de la Universitat de Surrey al Regne Unit, treballant sota la supervisió de Nigel Gilbert (2007-2008), i professor a la Universitat Americana de Ciència i Tecnologia al Líban. (2010-2011). Va ser seleccionat com Fellow al Berkman-Klein Center for Internet and Society de la Universitat Harvard (2015-2017) i actualment és membre de la facultat en la mateixa estructura.

## Activisme i compromís social
Com a activista, Samer Hassan ha estat involucrat en iniciatives tant offline (La Tabacalera de Lavapiés, Medialab-Prado) com online ([Ourproject.org, Barrapunto, Wikipedia). Va ser acreditat com a facilitador de base per la Cooperativa Altekio. Va ser cofundador de Comunes nonprofit el 2009 i el projecte webtool Move Commons a 2010. Ha coorganitzat tallers orientats a professionals sobre cooperatives de plataformes i eines descentralitzades de codi obert / gratuït per a comunitats, i ha presentat el seu treball en conferències acadèmiques de Mozilla, Internet Archive i altres. Com defensor de la privacitat, cocreó un curs sobre ètica cibernètica que s'ha estat impartint des de 2013 (fins a 2019). Va ser cofundador de la revista espanyola de ciència-ficció Sci-FDI.

## Treball
La tesi doctoral de Samer Hassan es va centrar en els reptes metodològics per a la construcció de models de simulació social basats en dades. El model principal construït va simular la transició dels valors moderns als valors postmoderns a Espanya. El seu treball metodològic també va explorar la combinació de diferents tecnologies d'Intel·ligència Artificial, és a dir, agents de programari amb lògica difusa, mineria de dades, processament de el llenguatge natural i microsimulació. La investigació interdisciplinària de Hassan abasta múltiples camps, incloses les comunitats col·laboratives en línia, les tecnologies descentralitzades, les organitzacions autònomes descentralitzades basades en blockchain, el programari lliure / lliure / de codi obert, la producció entre iguals basada en els comuns, la simulació social basada en agents, els moviments socials i la ciberetética. Ha publicat més de 60 treballs en aquests camps i recentment s'ha centrat en experimentar amb múltiples sistemes de programari per facilitar la producció entre iguals basada en els comuns, per exemple, l'etiquetatge de la web semàntica per a iniciatives basades en els comuns, la distribució de valor en comunitats de producció de parells, agents acoblats en línia compatibles, programari col·laboratiu descentralitzat en temps real, reputació descentralitzada basada en blockchain o governança de béns comuns habilitats per blockchain. Hassan va ser investigador principal d'el soci de la UCM en el projecte P2Pvalue, finançat amb fons europeus, sobre la creació d'eines web descentralitzades per a comunitats col·laboratives. Com a tal, va dirigir l'equip que va crear SwellRT, un backend-as-a-service federat centrat en facilitar el desenvolupament d'aplicacions amb col·laboració en temps real. La propietat intel·lectual d'aquest projecte va ser transferida a l'Apache Software Foundation el 2017. Com a part d'aquesta línia d'investigació, l'equip de Hassan també desenvolupa dues aplicacions basades en SwellRT, "Teem" per a la gestió de col·lectius socials i Jetpad, un editor federat en temps real. Va presentar les innovacions relatives a aquest programari al Centre Berkman Klein de Harvard i al Centre d'Investigació sobre Computació i Societat de Harvard. Altres línies d'investigació van oferir resultats més enllà de les publicacions. "Wikichron" és una eina web per a visualitzar les mètriques de la comunitat MediaWiki, actualment en producció i disponible per a tercers." Ciència descentralitzada" és un marc per a facilitar la infraestructura descentralitzada i la revisió oberta per parells en el procés de publicació científica, que ha estat seleccionat per la Comissió Europea per rebre finançament com a empresa social derivada. La seva investigació sobre models de blockchain i crowdfunding li va atorgar una comissió de Triple Canopy. Com a part del seu projecte ERC P2P Models, Samer Hassan i el seu equip estan investigant si la tecnologia blockchain i les Organitzacions autònomes Descentralitzades podrien contribuir a millorar la governança de les comunitats orientades als comuns, tant en línia com fora de línia. El seu treball s'ha presentat per abordar l'impacte de blockchain en la governança, proposant alternatives a l'economia col·laborativa actual, formes emergents d'Intel·ligència Artificial o donant rellevància a les qüestions de gènere en el camp. Hassan va ser convidat a presentar els èxits de el projecte a Harvard Kennedy School, MIT Media Lab, Harvard s Data Privacy Lab, Harvard 's Center for Research on Computation and Society i Harvard s SEAS EconCS. El diputat britànic i líder de l'oposició, Ed Miliband, va mostrar la seva investigació i el seu impacte potencial en la política.

## Treballs seleccionats
- Rozas, D., Tenorio-Fornes, A., Diaz-Molina, S., Hassan, S. (2021). When Ostrom Meets Blockchain: Exploring the Potentials of Blockchain for Commons Governance. SAGE Open 11(1), 21582440211002526. https://doi.org/10.1177/21582440211002526
- Faqir-Rhazoui, Y., Ariza-Garzón, M. J., Arroyo, J., & Hassan, S. (2021). Effect of the Gas Price Surges on User Activity in the DAOs of the Ethereum Blockchain. In 2021 CHI Conference on Human Factors in Computing Systems (pp. 1-7). https://doi.org/10.1145/3411763.3451755
- Hassan, S., & De Filippi, P. (2021). Decentralized Autonomous Organization. Glossary of decentralised technosocial systems. Internet Policy Review, 10(2). https://doi.org/10.14763/2021.2.1556
- Hassan, S., Brekke, J.K., Atzori, M., Bodó, B., Meiklejohn, S., De Filippi, P., Beecroft, K., Rozas, D., Orgaz Alonso, C., Martínez Vicente, E., Lopéz Morales, G. and Figueras Aguilar, A. (2020). Scanning the European Ecosystem of Distributed Ledger Technologies for Social and Public Good, Roque Mendes Polvora, A., Hakami, A. and Bol, E. editor(s), EUR 30364 EN, Publications Office of the European Union, Luxembourg, 2020, ISBN 978-92-76-21577-6, https://doi.org/10.2760/300796
- De Filippi, P., & Hassan, S. (2016). Blockchain technology as a regulatory technology: From code is law to law is code. First Monday, 21(12). http://dx.doi.org/10.5210/fm.v21i12.7113
- Hassan, S., Arroyo, J., Galán, J. M., Antunes, L., & Pavón, J. (2013). Asking the oracle: Introducing forecasting principles into agent-based modelling. Journal of Artificial Societies and Social Simulation, 16(3), 13 https://doi.org/10.18564/jasss.2241